# Coming Home (álbum)
Coming Home es el quinto álbum de estudio del grupo estadounidense de rock New Found Glory. Fue producido por el mismo grupo junto a Thom Panunzio y lanzado el 19 de septiembre de 2006 a través de Geffen Records. Escrito y grabado en la Mansión Morning View en Malibú, California en 2005, Coming Home es un álbum conceptual unificado por temas como estar alejado del hogar y de los seres queridos. El álbum marca un distanciamiento de los trabajos anteriores del grupo, implementando un sonido con más capas y un tempo más balanceado que incluye un mayor uso de piano, teclados e instrumentos de cuerda, haciéndolo más comparable con el rock clásico que con su usual estilo de pop punk.
Coming Home fue un éxito para el grupo, recibiendo críticas positivas de muchos críticos musicales. El álbum fue resaltado en particular por su estilo más maduro, mientras que las canciones fueron consideradas como las más "suaves" de toda la carrera del grupo.  Pese a solo lanzar un sencillo, It's Not Your Fault, el álbum tuvo un éxito comercial relativo, debutando en el puesto ocho en la lista de Billboard Rock Albumsy en el puesto diecinueve en el Billboard 200.
La versión japonesa, lanzada el 13 de septiembre de 2006, incluye tres bonus tracks. Otra bonus track está disponible en forma exclusiva para las personas que compraron el álbum en iTunes, mientras que los clientes de Best Buy recibieron un vale dentro de las cajas de sus CD para la descarga de una quinta pista extra titulada Over Me. El álbum fue el último del grupo en ser lanzado por una disquera importante; New Found Glory dejó Geffen al año siguiente antes de firmar contrato con la disquera independiente Bridge Nine y Epitaph Records.

## Antecedentes
Luego del lanzamiento y la larga gira de promoción del cuarto álbum Catalyst (2004), la cual incluía una presentación como teloneros en la gira American Idiot de Green Day, el grupo terminó muy cansado y trató de tomar un descanso extendido. Pudieron tomarse dos meses de vacaciones y reagruparse después de ello, algo que no habían podido hacer anteriormente en su carrera. El quinteto decidió darle un nuevo enfoque al proceso de escritura de Coming Home, en lugar de los típicos "jams en buses de gira y vestidores", y se mudaron juntos a una casa en Malibú, California llamada la Mansión Morning View para escribir y grabar demos de su material. Pese a esto, el compositor y guitarrista principal, Chad Gilbert, llevó consigo a la mansión un libro que contenía más de 40 ideas de sonidos que había escrito durante la gira anterior.  El baterista Cyrus Bolooki explicó que, "La idea era que podíamos estar sentados, mirando TV, y de pronto decir 'Escuchen, tengo una idea. Hagámoslo'. Siempre habíamos querido hacer algo así, pero nunca estuvimos seguro de como hacerlo. Se que todos los muchachos están realmente emocionados de ir a la casa, pasar un rato juntos y hacer un poco de música". El grupo pasó cuatro meses en Malibúcon su viejo amigo e ingeniero de sonido Paul Milner, entre agosto y noviembre de 2005, eventualmente dejando la mansión con 14 demos terminados para mostrarle a su disquera.

## Grabación
Los demos completados en Malibú captaron la atención de Thom Panunzio, quien además de su trabajo de producción musical (con artistas como Tom Petty, Bruce Springsteen, Ozzy Osbourne), era un ejecutivo de Geffen Records. El grupo se sintió halago por el interés de Panunzio, e inmediatamente aceptaron su colaboración. El quinteto había decidido no trabajara con Neal Avron, quien había producido los tres álbumes anteriores de la banda, ya que querían probar algo nuevo.  El líder del grupo, Jordan Pundik, explicó, "queremos mucho a Neal. Neal es genial y es uno de nuestros amigos muy cercanos. Pero después de tres álbumes con él, después de escribir esos álbumes y de que varias otras bandas hayan aparecido y se hayan vuelto más o menos populares, queríamos probar algo diferente". Luego de escuchar el demo de "On My Mind", Panunzio estaba ansioso de trabajar en el proyecto. Pundik recuerda que, "una de las canciones que realmente lo llevaron a decir. 'OK, quiero hacer esto' fue esa canción 'On My Mind'. La canción que realmente le llegó. Thom ha trabajado en todo, desde Go-Go's hasta Bob Dylan, así que es bien balanceado en su música".
El grupo entró al estudio de grabación privado de Jackson Browne llamado Groovemasters en enero de 2006, luego de que Panunzio haya sugerido que sería un mejor lugar para grabar. New Found Glory quería alcanzar un "tipo de sonido de guitarra clásica limpio" al grabar, utilizando un Vox AC30 en casi todo el álbum. El amplificador, conocido por su sonido de alta fidelidad, fue utilizado con varias guitarras clásicas en el estudio, incluyendo una Fender Tele, una Les Paul, una Gibson 335-S y una Rickenbacker. Gilbert dijo entusiasmadamente que, "Sonaba grandísimo. Cuando escuchas nuestros álbumes anteriores y luego nuestro nuevo álbum, hay menos guitarras en nuestro nuevo álbum, pero suena mucho más grande". Jordan Pundik también dijo; "él [Panunzio] trajo esta vibr clásica, especialmente con los tonos que tiene. Aprendimos que no tenemos que duplicar 15 Mesa cabinets y hacer solo distorsión para que suene grande". Pundik también habló del deseo del grupo de retarse a sí mismos musicalmente; "Normalmente con cada álbum pensamos, 'Tenemos que ponerle la canción rápida de punk o a la gente no le va a gustar', pero esto no fue así para nada". Sí admitió que se escribieron unas treinta canciones, incluyendo unas de ritmo rápido, pero fueron exlcuidas porque "no encajaban". Steve Klein, el principal escritor y guitarrista rítmico del grupo también dijo cosas buenas de Panunzio por ayudar al grupo a incorporar nuevos elementos a su sonido. Describió las sesiones como su mejor experiencia de grabación, y añadió que "fue en esta vacía mansión que pudimos acomodar todo nuestro equipo, simplemente nos levantábamos y escribíamos canciones. Nunca nos relajamos y pudimos fijar nuestro propio ritmo. Todo el álbum tiene un sonido mucho más de rock clásico porque Thom ha trabajado en un montón de álbumes de rock clásico de artistas como Tom Petty y Bruce Springsteen y Ozzy, y la lista sigue. Fue como que trajo este elemento diferente a nuestro grupo. Elste disco está menos dirigido por guitarra y más por melodía, más que cualquiera de nuestros otros álbumes".
Una de las pistas, la canción acústica con toques de folk "Too Good to Be", no fue escrita sino hasta la última parte de la grabación, siendo finalizada en minutos en el estudio. Jordan Pundik bromeó al respecto diciendo, "lo chistoso es, esa es la canción que pensarías que escribimos sentados en una playa alrededor de una fogata". Mientras que todas las canciones fueron escritas principalmente en guitarra, Chad Gilbert también escribió melodías en piano, pese a su limitada habilidad con el instrumento. Gilbert explicó que, "Cuando escribimos las canciones un par de ellas comenzaron en piano, como las melodías. Así que, en pre-producción, yo hice la parte del piano. Pero no soy muy bueno, puedo escribir melodías, pero solo uso dos dedos, mis dedos índices". Posteriormente, Panunzio trajo a Benmont Tench (de Tom Petty and the Heartbreakers) para que toque los teclados, el piano y el órgano en el álbum.  Paul Buckmaster condjuo la sección de cuerdas para "When I Die" y "Boulders", mientras que el grupo de rock indie Eisley, compuesta por tres hermanas que incluían la en ese entonces prometida de Gilbert, Sherri DuPree, hizo los coros femeninos en siete de las pistas del álbum. Una vez que el proceso de mixing y masterización del álbum había concluido, el grupo pidió a Autumn de Wilde, conocida por sus trabajos de retratos y fotografía comercial de músicos, que saque las fotos para la portada y el interior del folleto del álbum. Chad Gilbert luego declaró que estaba "muy orgulloso", diciendo que la música era la "más inspirada" que el grupo había escrito, mientras que Pundik añadió que Coming Home sería "el que resistiría el paso del tiempo".

## Composición

### Música
Los críticos musicales están de acuerdo en que Coming Home representa un sonido más maduro que los trabajos anteriores del grupo. El tono suave y el sonido más escalonado del álbum están atribuidos a la inclusión de otros instrumentos musicales como el teclado, el piano, y las cuerdas, además de su tradicional conjunto clásico de rock de guitarra, bajo y batería. En un principio, muchos fanáticos del grupo se sintieron decepcionados por la dirección del álbum. De hecho, el periodista musical Nick Mindicino luego refleccionó sobre como el grupo había "creado algo realmente ingenioso e inesperado: un álbum sombrío, honesto, pulido y alternativo". Entre los arreglos musicales más distintivos de Coming Home están que solo tres de las trece pistas del álbum  ("Hold My Hand", "Taken Back by You", "Too Good to Be") tienen un tempo de más de 130 pulsaciones por minuto (bmp).
A diferencia de sus obras anteriores, con canciones de pop punk rápidas como My Friends Over You y Truth of My Youth (ambas por encima de los 150 bpm), varias pistas como ser "Oxygen", "Make Your Move", "When I Die", "Connected", y "Boulders" contienen tempos "moderadamente lentos" de no más de 80 bpm.
Antes del lanzamiento del álbum, Chad Gilbert explicó que "Todas las canciones eran considerablemente diferente, sónicamente hablando" y dijo que el principal sencillo, It's Not Your Fault, tenía "guitarras grandes y llenas y una línea de piano en toda su duración. Es bastante hímnica, y la voz de Jordan nunca había sonado mejor". El guitarrista también observó que el sonido más limpio de la guitarra se debía al poco uso de efectos de distorsión en relación con álbumes anteriores, y describió a "On My Mind" como "esta canción de rock clásico con un estilo peculiar de New Found Glory". Brendan Manley de Alternative Press dijo que el álbum era una "declaración de sentimiento diferente a la discografía de NFG", mientras que The Palm Beach Post opinó que, "Coming Home es similar, en espíritu, a las canturreras de los 1990 de los brillantes Smoking Popes de Chicago. Las voces de Jordan Pundik se transforman en algo dulce, en lugar de un rugido. Envuelto en las tiernas confesiones de diario de la alegre y estilo de los años 1980 "Hold My Hand" y las súplicas fuertemente protectoras de "It's Not Your Fault". Jack Foley de Indie London escribió "las guitarras de Gilbert son nítidas, vivaces y frescas, mientras que las melodías vocales son lo suficientemente poderosas como para hacer que todos canten alunísono en algún momento. Escuchen la alegre "Too Good To Be" por ejemplo. Es vibrante en todo sentido, desbordando de unos riffs gloriosamente frescos y unas excelentes capas vocales, con ritmos casi de aplausos".
The Salt Lake Tribune dijo que el álbum "dejaba atrás el punk estricto que dominó sus trabajos anteriores para ponerse un poco más personal en el tema de las letras, y de esta manera haciéndose más accesible". Alan Sculley del The Daily Herald explicó que, "Coming Home prácticamente deja cualquier elemento de punk en el pasado. Las canción aún roquean - solo escuchen el golpetazo que trae "Hold My Hand" o "Connected". Pero el grupo ha reducido el tempo de casi todas las canciones".  El articulista de Scene Point Blank, Chris Abraham observó que "Coming Home aún contiene aquellos elementos que hacen grande a New Found Glory". Letras accesibles, enganches tan melódicos y pegajosos que mis manos están rojas por no comprar guantes, y, pese a un tono más suave, todavía me puedo ver perdiendo la razón y cantando alunísono estas canciones en vivo". El fundador de AbsolutePunk, Jason Tate, advirtió que, "Es crucial abandonar cualquier expectativa preconcebida para este álbum. Si están anticipando uno de los álbumes anteriores del grupo retocados, se van a ver muy decepcionados. Mientras que los coros y los enganches pueden competir con cualquiera de sus mejores álbumes anteriores - es el enfoque melódico más lento de las canciones que realmente hace que el álbum cobre vida y respire por completo". Rae Alexandra de la revista Kerrang! dijo que el álbum era un "cambio radical" e indicó que "NFG están haciendo la que será, de lejos, la apuesta más grande de sus carreras. Algunos de ustedes puede que no los reconozcan de inmediato; no es rápido, no es forzado, pero - de una manera completamente diferente - pega." En un artículo anterior de Kerrang! en donde hablaba del álbum, Alexandra escribió que "It's Not Your Fault" mostraba "más madurez -y piano- que nunca antes", mientras que "When I Die" es "de perfil bajo con acentos orquestrales", convirtiéndolo en "uno de los momentos más hermosos de Coming Home". Corey Apar de Allmusic estuvo de acuerdo y dijo que "desde la envoltura del álbum hasta la agradable naturaleza de la música, se siente que es más maduro de una forma que es pegajosa sin parecerle importar su accesibilidad en la radio."

### Letras
En cuestión de letras, el álbum específicamente habla sobre lidiar con el tiempo de separación en relaciones y temas familiares mientras se encuentran de gira. El tono más serio del álbum ha sido atribuido al desarrollo de la vida familiar del grupo (incluyendo nuevos matrimonios e hijos). Alan Sculley del The Daily Herald explicó que, "Catalyst marcó un paso hacia un material un poco más serio y maduro sobre relaciones y temas de la vida. Esa dirección es incluso más pronunciada en Coming Home". El grupo se inspiró especialmente en los primeros álbumes de los Beatles,  dado que Chad Gilbert trabajó en las letras junto a Pundik y el principal escritor, Steve Klein, por primera vez. Gilbert explicó que, "siempre he sido pargte de la música y siempre he escrito música para el grupo, pero nunca había sido parte de las letras. Esta vez sentí que para poder tener el mejor álbum, debíamos hacer las cosas de manera diferente. Eso fue lo que lo hizo destacarse." Sobre el título del álbum, Gilbert dijo que las canciones "están todas más o menos conectadas por esta idea de querer irse a casa", mientras que el baterista Cyrus Bolooki dijo que la canción del mismo nombre fue una de las primeras canciones escritas para el álbum y luego de evaluar las letras "fue una frase que cayó bien con lo que queríamos que el álbum comunicase".
Jordan Pundik luego indicó, "No estoy comparando mi grupo con los Beatles, de ninguna manera pero sus [primeros] álbumes eran canciones simples sobre el amor y las relaciones, y la gente se podía sentir identificada con sus canciones porque entendían lo que estaban tratando de decir. A eso es lo que este álbum me hace recuerdo. No hay metáforas extrañas. Revela sentimientos simple y directamente." Steve Klein enfatisó el cambio en relación con sus anteriores álbumes diciendo, "Creo que cada álbum que hacemos tratamos de capturar un periodo de tiempo. Cuando escribimos las canciones para Coming Home era más positivo que negativo. Sentí que en el álbum anterior, Catalyst, fuimos muy negativos con las letras. Es fácil darse cuenta con títulos como "All Downhill From Here" (Todo Cuesta Abajo Desde Aquí) y "This Disaster" (Este Desastre) que era un álbum más pesado. Coming Home, por otro lado, te lleva a otro lugar. Es el álbum que siento habíamos esperado toda nuestra carrera para hacer, tomando todo lo que a la gente le gusta de NFG y llevándolo al siguiente nivel."  El bajista Ian Grushka continuó explicando, "Solo hablamos de cosas personales que nos han afectado directamente, nuestras canciones son sobre emociones en lugar de una agenda política". La canción "When I Die" fue escrita por Gilbert sobre la muerte de su padre. Al escribir por primera vez el puente de la canción, Gilbert encontró que la experiencia era emocionalmente agotadora y tenía que dejar el estudio para componerse. Pese a esto, el insiste que mientras que la canción es "triste", sigue siendo "un triste bueno". Reflexionó sobre esto en las notas del álbum añadiendo que, "Es una canción sobre la aceptación de la muerte y el tratar de encontrar el lado positivo de la situación. Ya no tengo miedo a morir porque tengo a mi padre esperando por mí al otro lado."

## Lanzamiento y promoción
Coming Home fue anunciado por el grupo por primera vez en junio de 2006, dando una fecha de lanzamiento para septiembre, y el sencillo principal, "It's Not Your Fault", precediendo el álbum en julio. El video musical para "It's Not Your Fault" eventualmente haría su debut a nivel mundial el 1 de agosto de 2006 a través de Total Request Live.
Una semana antes del lanzamiento del álbum, el grupo publicó una carta abierta en forma de broma a Lionel Richie, quien también estaba por lanzar un nuevo álbum del mismo nombre la semana siguiente. La banda amenazó en tono de broma con nombrar su próximo proyecto Dancing on the Ceiling (álbum de Richie de 1986), escribiendo, "Felicidades esta semana por el lanzamiento de su nuevo CD Coming Home - ¡que buen título! Suena familiar, ¿dónde habremos escuchado eso antes? Oh sí, es el mismo nombre de nuestro nuevo CD que sale el martes, 19 de septiembre. Nuestro nuevo sencillo y video es 'It's Not Your Fault'. Mira... Aún no hemos escuchado tu canción... Envíanos una copia".
El álbum fue lanzado el 13, 19 y 25 de septiembre en Japón, América del Norte y el Reino Unido, respectivamente. Luego del lanzamiento del álbum, el grupo anunció una gira con 34 fechas por Norteamérica que iba desde Cincinnati hasta Boston. El grupo había planeado inicialmente en lanzar las canciones "Coming Home" o "On My Mind" como el segundo sencillo, pero debido a problemas internos en Geffen Records, todos los planes de lanzamiento fueron cancelados. Poco después de que el álbum fue lanzado, Jordan Schur, el presidente de la discográfica, perdió su trabajo. Sin ningún enfoque en el álbum inmediatamente, Jordin Pundik dijo, "Todo se desplomó y simplemente se olvidaron de Coming Home. El álbum no tuvo oportunidad." Más adelante la discográfica le ofrecería un nuevo contrato al grupo bajo una discográfica subsidiaria llamada Octone Records, sin embargo, el grupo rechazó la oferta y se separó de Geffen. No obstante, el grupo continuó su gira para promocioar el álbum, uniéndose a Paramore en el Reino Unido durante octubre de 2007.

## Recepción

### Comercial
Coming Home debutó en el puesto ocho en la lista del Álbumes de Rock de Billboard, y en el puesto 19 en la lista principal de Billboard 200, con ventas que alcanzaron las 83.123 unidades. El álbum también llegó al puesto número trece del Billboard Tastemaker Albums. Esta última lista no es definida por ventas, sino que es compilada al listar álbumes nuevos sobre la base de un "influyente panel de tiendas independiente y cadenas regionales pequeñas". En líneas generales, el álbum vendió menos que sus dos anteriores lanzamientos; Catalyst (2004) y Sticks and Stones (2002), siendo que estos debutaron en los puestos tres y cuatro en el Billboard 200, respectivamente, y vendieron por encima de las 500.000 unidades. Sin embargo, con solo el lanzamiento del sencillo "It's Not Your Fault", el grupo citó la falta de promoción y apoyo por parte de Geffen Records como un factor. De hecho, luego de dejar Geffen por las razones mencionadas y firmar contrato con la disquera independiente Epitaph Records, el siguiente lanzamiento del grupo, Not Without a Fight (2009), alcanzó la cima del Billboard Independent Albums y entró al Billboard 200 en el puesto doce, pese a una potencialmente negativa filtración del álbum por internet seis semanas antes de su lanzamiento.

### Crítica
Coming Home recibió muchas reseñas positivas por parte de críticos de la industria en su lanzamiento. Los elogios se enfocaron más que todo en la música más lenta y las letras más maduras y matizadas del álbum. Vistas como un alejamiento de su trabajo anterior, las canciones han sido descritas como las más "suaves" de la carrera de New Found Glory, pero que aún emplean "el talento firmemente establecido del grupo para escribir melodías fuertes". El escritor del Daily Trojan, Nick Mindicino, ha indicado que mientras que el álbum es en ocasiones ignorado en su discografía, sigue siendo su "mejor trabajo". El fundador de AbsolutePunk, Jason Tate, elogió el cambio de dirección del álbum en relación con el material anterior del grupo, resaltando que "el álbum nos llega como los meses de verano se van y el aire se doblega ante la arremetida del otoño. Casualmente, el termómetro musical del grupo sigue intacto. En lugar de un álbum llegó de himnos de verano han lanzado la música perfecta para mirar las hojas caer de los árboles". Añadió que Coming Home "sin lugar a dudas tiene las cualidades que lo pueden convertir en un clásico". Corey Apar de Allmusic le dio al álbum un índice de audiencia de cuatro estrellas y destacó el "espíritu en paz de Coming Home". Enfatizó el nuevo estilo añadiendo, "el grupo se encuentra ahora en una posición para simplemente disfrutar de sí mismos sin necesidad de empujarle enganches saturados de sacarina por las gargantas del que esté parado por allí. No se equivoquen, este es un álbum de New Found Glory de principio a fin. Está lleno de melodías, personalidad y todos los mejores atributos de sus obras anteriores presentado de forma que se vuelve más memorable cada vez que se lo escucha". Brendan Manley de Alternative Press fue unánimemente positivo y le dio al álbum un puntaje perfecto de cinco estrellas. Observó que el álbum "saca sus mejores cualidades. Comenzando con la excelente "Oxygen", Coming Home está lleno de ritmos entrecortados, guitarras de rico sonido y harmonías vocales de oro. NFG han hecho el mejor álbum de su carrera." Paul Hagen de la revista Big Cheese le otorgó un índice de audiencia de cuatro estrellas y halagó la experimentación del grupo. Resaltó en particular a las guitarras, las cuales describió como "estimulantes y memorables". Más adelante resumió a Coming Home como un álbum "creativo, serio y emotivo". El periódico de Texas, The Dallas Morning News también le dio una reseña positiva y lo describió como un "álbum sobrio pero feliz que trae recuerdos de los días de formación de la banda en sonido y espíritu". Simon Vozick-Levinson, crítico de Entertainment Weekly, dio al álbum una nota de "B" y resaltó la madurez entre las canciones; "Al igual como lo hicieron Green Day y Blink-182 los cinco floridanos de New Found Glory han crecido y dejado atrás la actitud de chiquillos que los hicieron famosos."

### Reconocimientos
Coming Home fue reconocida en las listas de fin de año compiladas por la prensa musical. Alternative Press incluyó al álbum en su lista de fin de año de "Álbumes Esenciales", y su editor, Leslie Simon, escribió, "Desde los primeros acordes de 'Oxygen' hasta la etérea brisa de "Boulders", tengo que admitir que me enamoré de este álbum desde la primera vez que lo escuché". En la lista de los "30 Mejores Álbumes del Año" compilada por el personal de AbsolutePunk, el álbum llegó al puesto número doce, con Jason Tate indicando que, "Coming Home cuenta con un elegante sonido floridano del grupo de pop-punk, New Found Glory. No solo no tienen problemas para hacer escuchar sus baladas, sino que tampoco los tienen para acumular puntos en nuestra lista". El colega de Tateen AbsolutePunk, Drew Beringer, incluyó a la canción "Connected" de este álbum entre sus canciones favoritas de 2006.
| Publicación       | País           | Obra Nominada | Reconocimiento                                    | Año  | Posición |
| ----------------- | -------------- | ------------- | ------------------------------------------------- | ---- | -------- |
| AbsolutePunk      | Estados Unidos | Coming Home   | 30 Mejores Álbumes del Año                        | 2006 | 12       |
| AbsolutePunk      | Estados Unidos | "Connected"   | Las Mejores Canciones del Año según Drew Beringer | 2006 | *        |
| Alternative Press | Estados Unidos | Coming Home   | 10 Álbumes Esenciales del Año                     | 2006 | *        |

## Lista de canciones
Todas las canciones fueron compuestas, escritas y tocadas por New Found Glory.
1. "Oxygen" - 3:15
2. "Hold My Hand" - 3:42
3. "It's Not Your Fault" - 3:37
4. "On My Mind" - 3:56
5. "Coming Home" - 4:09
6. "Make Your Move" - 4:02
7. "Taken Back by You" - 3:25
8. "Too Good to Be" - 2:59
9. "Love and Pain" - 3:03
10. "Familiar Landscapes" - 3:19
11. "When I Die" - 3:43
12. "Connected" - 3:38
13. "Boulders" - 5:22

### Exclusivo de iTunes
14. "Making Plans" - 3:00

### Exclusivo de Best Buy
14. "Over Me" - 2:49

### Edición especial para el Reino Unido
14. "Make it Right" - 3:09
15. "Golden" - 3:37

### Edición especial para Japón
14. "Make it Right" - 3:09

15. "Golden" - 3:37

16. "It's All Around You" - 2:27

## Créditos
Las siguientes personas contribuyeron al álbum:
| - Jordan Pundik - vocalista principal - Chad Gilbert - guitarra, vocalista, compositor - Steve Klein - guitarra rítmica, letras - Ian Grushka - bajo - Cyrus Bolooki - batería, percusión - Paul Buckmaster – conductor, cuerdas - Benmont Tench - órgano, piano, teclados - Eisley - coros - Jaret Grushka – triángulo | - Thom Panunzio, New Found Glory - productores - Paul Milner - ingeniería - Tom Lord-Alge - mixing - Ted Jensen - masterización - J. Peter Robinson - dirección de arte - Matt Taylor - diseño - Autum de Wilde - fotografía |

## Listas
| Listas (2006)                                       | Posición |
| --------------------------------------------------- | -------- |
| Lista de Álbumes de Australia (ARIA)                | 48       |
| Lista del Reino Unido (The Official Charts Company) | 86       |
| Billboard 200 (Estados Unidos)                      | 19       |
| Álbumes de Rock (Billboard)                         | 8        |
| Tastemaker Albums (Billboard)                       | 13       |

## Historial de lanzamientos
| Región         | Fecha                    | Discográfica | Formato                          | # Catálogo  | Ref.   |
| -------------- | ------------------------ | ------------ | -------------------------------- | ----------- | ------ |
| Japón          | 13 de septiembre de 2006 | Universal    | Disco compacto, descarga digital | UICF-1077   | [ 54 ] |
| Estados Unidos | 19 de septiembre de 2006 | Geffen       | Disco compacto, descarga digital | B0007676-02 | [ 55 ] |
| Reino Unido    | 25 de septiembre de 2006 | Geffen       | Disco compacto, descarga digital | CID1706     | [ 56 ] |